# Nabłonek przejściowy

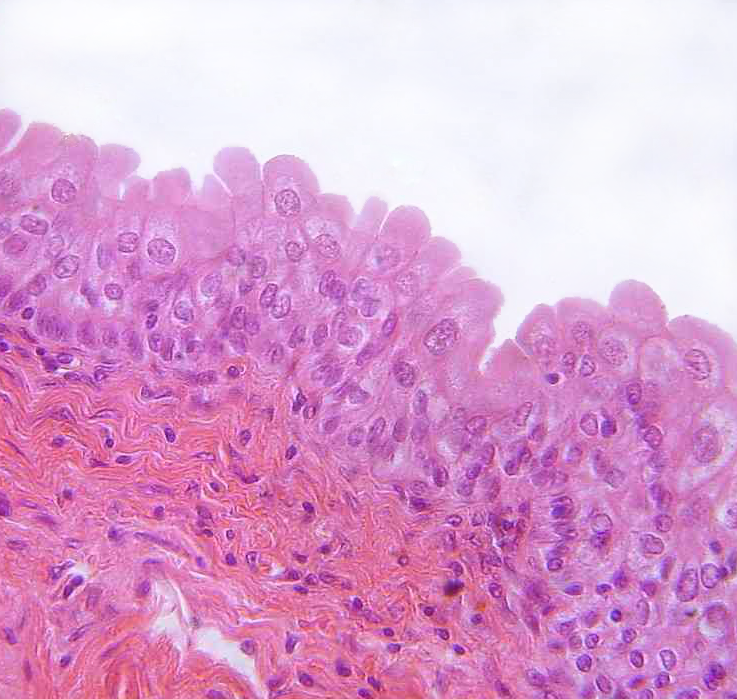
Nabłonek przejściowy

Nabłonek przejściowy, urotelium (ang. transitional epithelium, urothelium, uroepithelium) – nabłonek występujący w drogach moczowych ssaków, wyścielający miedniczki nerkowe, moczowody, pęcherz moczowy, początkową część (u samców część miedniczną) cewki moczowej i okolice ujść przewodów odprowadzających wydzielinę gruczołów prostaty. Określany bywa jako wielowarstwowy lub wielorzędowy, co może wynikać z różnic międzygatunkowych. U człowieka jest nabłonkiem wielowarstwowym sześciennym, składającym się z 2–7 warstw komórek, położonych na bardzo cienkiej błonie podstawnej, z którą środkowe warstwy komórek czasami łączą się wypustkami cytoplazmatycznymi. Powierzchowna warstwa jednak tych połączeń z błoną podstawną nie posiada.
Nabłonek ten nazywany jest przejściowym ze względu na przejściowe zmiany jego grubości i liczby warstw komórek w różnych etapach pracy układu moczowego. Podczas rozciągania błony śluzowej przez nagromadzony mocz komórki warstwy powierzchownej (komórki baldaszkowate) spłaszczają się (rozciągają), pokrywając nawet po kilka komórek warstw głębszych. Zmienia się również liczba warstw komórek z 5–7 w opróżnionym pęcherzu do 2–3 w pęcherzu wypełnionym. Komórki baldaszkowate mają często po dwa a nawet więcej jąder. Na ich powierzchni szczytowej są liczne zgrubienia (płytki) chroniące nabłonek i niżej leżące tkanki przed działaniem moczu, a także fałdy i pęcherzyki będące rezerwą błony komórkowej wykorzystywaną podczas rozciągania tych komórek w miarę wypełniania pęcherza moczowego. Pod komórkami baldaszkowymi położone są sześcienne lub walcowate komórki warstwy pośredniej i małe komórki podstawne.